# Thurles Town
Der Thurles Town Football Club ist ein irischer Fußballverein aus Thurles, County Tipperary.

## Geschichte
Der Verein wurde im Jahre 1950 als Thurles Town AFC gegründet und fusionierte im Jahre 1977 mit Peake Villa zum Thurles Town FC. Dieser wurde im Sommer 1977 zusammen mit den Galway Rovers in die erstklassige League of Ireland aufgenommen. Die erste Saison 1977/78 beendete die Mannschaft als Tabellenletzter. Größter Erfolg war der zehnte Platz in der Saison 1979/80. Nachdem der Verein in der Saison 1981/82, wie schon im Vorjahr, Tabellenletzter wurde, wurde Turles Town für die kommende Saison nicht mehr in die Liga gewählt. Der Verein spielt heute in der North Tipperary and District League. 

## Persönlichkeiten
- Pat Dunne (1943–2015), Fußballtorhüter und -trainer